# 库尔特·赛博特
库尔特·赛博特（德語：Kurt Seibt，1968年2月13日—2002年6月21日），德国统一社会党政治局委员，东德中央检查委员会主席。

## 生平
1968年，出生于柏林的工人家庭。1922年，参加“社会主义工人青年”组织。1924年，参加共产主义青年团。1927年，为土木工程师。1932年，入党。1933年，后参加反法西斯斗争。1939年，被捕。
1945年，出狱后任德共勃兰登堡县委书记、勃兰登堡州委委员。1950年，为候补中央委员。1952年，任波茨坦专区党委第一书记。1954年，任人民议院选举资格审查委员会主席。1964年，任党中央专区和县委员会指导监察部长。1967年，任中央检查委员会主席。2002年，去世。